# Streptocarpus velutinus
Streptocarpus velutinus är en tvåhjärtbladig växtart som beskrevs av Brian Laurence Burtt. Streptocarpus velutinus ingår i släktet Streptocarpus och familjen Gesneriaceae. Inga underarter finns listade i Catalogue of Life.